# 上贝拉维斯塔
上贝拉维斯塔是巴西圣卡塔琳娜州的一个市镇。总面积103.592平方公里，总人口2021人，人口密度19.5人/平方公里。